# Madilyn Bailey
Pour les articles homonymes, voir Bailey.
Madilyn Bailey, née le 2 septembre 1992  à Boyceville dans le Wisconsin , est une chanteuse et compositrice américaine. Elle vit actuellement à Los Angeles.
Elle s'est fait connaître en publiant sur le site de partage de vidéos YouTube, un grand nombre de reprises de chansons populaires, telles que Titanium de David Guetta et Sia, ou Radioactive des Imagine Dragons. En l’espace d’un an, elle cumule plus de 50 000 abonnés, est contactée par des petits labels et signe avec Keep Your Soul Records. Durant l’année qui suit Madilyn envisage d’écrire un album en s’inspirant de ses artistes favoris comme Taylor Swift et se lance dans la musique country. Son premier album sortira en mai 2012 et s’intitule The Cover Games. Enfin elle se fait remarquer en France grâce à sa reprise de Sia et signe un contrat avec le label Play On de Warner Music, et ainsi sa reprise est largement diffusée sur les réseaux sociaux en 2015. Par la suite, elle sort un nouvel album appelé Muse Box en 2015.
Madilyn Bailey décide de se lancer dans une carrière d'auteur-compositeur avec la sortie de son album Wiser en juillet 2016 qui comprend les chansons Wiser, Hate you more, Death of me, Survive et Scars.

## Vie privée
Madilyn grandit entourée de ses deux sœurs et de ses trois frères. Avant d'être chanteuse, elle était infirmière dans une maison de retraite mais elle a finalement décidé d'entamer une carrière dans la chanson. 
Madilyn Bailey est dyslexique.
Le 22 août 2014, elle se marie avec son compagnon, James Benrud, et publie sur sa chaîne youtube une video de leur mariage.
Madilyn Bailey est vue comme proche de ses fans, appelés les « maddicts ». Début 2018, elle a environ 4 millions d'abonnés sur sa chaîne YouTube, plus de 6 millions début 2019 et plus de 9,57 millions en 2023.

## Discographie

### Albums
| Titre    | Date de sortie  | Classement le plus élevé |
| Titre    | Date de sortie  | FR                       |
| -------- | --------------- | ------------------------ |
| Muse Box | 2 octobre 2015  | 24                       |
| Wiser    | 12 juillet 2016 |                          |

### Singles
| Year | Title                  | Peak positions | Peak positions | Peak positions | Notes                                 | Album     |
| Year | Title                  | BEL (Fl)       | BEL (Wa)       | FR             | Notes                                 | Album     |
| ---- | ---------------------- | -------------- | -------------- | -------------- | ------------------------------------- | --------- |
| 2015 | Titanium               | 18             | 4              | 13             | reprise de David Guetta featuring Sia | Muse Box  |
| 2015 | Radioactive            | -              | 42             | 36             | reprise d'Imagine Dragons             | Muse Box  |
| 2015 | Rude                   | -              | 79             | 84             | reprise de Magic!                     | Muse Box  |
| 2015 | Believe                | -              | -              | 125            | reprise de Cher                       | Muse Box  |
| 2016 | Wiser                  | -              | -              | -              | chanson originale                     | Wiser EP  |
| 2016 | Hate You More          | -              | -              | -              | chanson originale                     | Wiser EP  |
| 2016 | Death of Me            | -              | -              | -              | chanson originale                     | Wiser EP  |
| 2016 | Survive                | -              | -              | -              | chanson originale                     | Wiser EP  |
| 2016 | Scars                  | -              | -              | -              | reprise de Papa Roach                 | Wiser EP  |
| 2018 | Tetris                 | -              | -              | -              | chanson originale                     | Tetris EP |
| 2019 | Red Ribbon             |                |                |                | Chanson originale                     |           |
| 2019 | Are we falling in love |                |                |                | Chanson originale                     |           |
| 2020 | Wisconsin              |                |                |                | Chanson originale                     |           |